# Народное единство (Греция)
«Народное единство» (греч. Λαϊκή Ενότητα, ΛΕ или LAE) — левая политическая партия в Греции, созданная радикальным крылом СИРИЗА (Коалиции радикальных левых), выступающим за немедленный отказ от мер «жёсткой экономии» и выход из зоны евро. Название отсылает к «Народному единству» Сальвадора Альенде в Чили.

## История
Принятие вопреки результатам референдума по финансовой политике правительством СИРИЗА и «Независимых греков» под давлением кредиторов пакета мер «жёсткой экономии» вызвало широкое недовольство внутри самой партии премьер-министра Алексиса Ципраса. Более половины из 200 членов ЦК СИРИЗА голосовали против принятия условий кредиторов; большая часть из них в итоге покинула партию. Выход из состава парламентской фракции СИРИЗА 25 депутатов спровоцировал отставку кабинета Ципраса 20 августа 2015 года и досрочные выборы.
В состав созданной ими для участия в досрочных выборах партии «Народное единство» вошли «Левая платформа» СИРИЗА, большая часть молодёжной организации партии и некоторые другие активисты, покинувшие СИРИЗА (в том числе из таких групп, как «Коммунистическая платформа», Коммунистическая организация Греции и «Активные граждане» Манолиса Глезоса), а также примкнувшие к ним организации извне СИРИЗА (включая 2 составляющие другой леворадикальной коалиции, АНТАРСИЯ).
В итоге, в новую партию вошли 26 депутатов от СИРИЗА, в том числе экс-министр энергетики Панайотис Лафазанис и двое бывших младших министров, а также депутат Европарламента Манолис Глезос. Кроме того, на выборы с ними пошла и тогдашний спикер парламента Зоя Константопулу, создавшая собственное движение «Курс на свободу» уже после выборов.
Однако на выборах 20 сентября 2015 года «Народному единству», получившему 2,86 % голосов не удалось преодолеть в барьер 3 % и пройти в парламент. Отчасти это объясняется тем, что ΛΕ и АНТАРСИЯ, которые изначально вели переговоры о возможном электоральном сотрудничестве, пошли на выборы отдельными списками. После провала на выборах в Европарламент 2019 года, когда «Народное единство» набрало лишь 0,56% (меньше, чем АНТАРСИЯ), заставил подать в отставку сконцентрировавшего в своих руках чрезмерную власть лидера партии Лафазаниса.

## Состав
- «Левая платформа» СИРИЗА (включая бывших членов Компартии Греции и троцкистскую сеть «Красные — Интернационалистская рабочая левая»)
- «Вмешательство» (бывшие члены маоистской Коммунистической организации Греции в СИРИЗА)
- «Коммунистическая платформа» СИРИЗА (секция троцкистской Международной марксистской тенденции)
- «Ксекинима» («Старт — Социалистическая интернационалистская организация», секция троцкистского Комитета за рабочий интернационал, входившая в СИРИЗА в 2008—2012 годах)
- «План Б» (во главе с бывшим лидером Синаспизмос и СИРИЗА Алекосом Алаваносом)
- «Активные граждане» (ранее входившие в СИРИЗА, во главе с Манолисом Глезосом)
- Движение радикальных левых (бывшие члены СИРИЗА и Молодёжи СИРИЗА)
- Демократическое социальное движение (ДИККИ, левонационалистическая группа, ранее входившая в СИРИЗА и ведущая своё происхождение из откола от ПАСОК)
- Новый боец — Сеть левых социалистов (более поздний откол от ПАСОК, перешедший в СИРИЗА)
- Перекомпоновка левых (АРАН, бывшая составляющая АНТАРСИЯ)
- Левая антикапиталистическая группа (АРАС, бывшая составляющая АНТАРСИЯ)
- Движение «Я не буду платить»